# بلاژکوف (ناحیه ژدار ناد سازاوو)
بلاژکوف (به چکی: Blažkov) یک منطقهٔ مسکونی در جمهوری چک است که در ناحیه ژدار ناد سازاووو واقع شده‌است. بلاژکوف ۷٫۴۲ کیلومتر مربع مساحت و ۲۹۴ نفر جمعیت دارد و ۵۱۵ متر بالاتر از سطح دریا واقع شده‌است.